# Gary Dill
Pour les articles homonymes, voir Dill.
 (juillet 2019).
Gary Dill, né vers 1946, est un grand maître américain reconnu du Bushido Kempo et est officiellement reconnu en Chine continentale comme détenant une ceinture noire de 8e degré dans le Wushu chinois. Il a étudié et le Jeet Kune Do avec Sifu James Yimm Lee à l'école Jeet Kune Do Oakland de Bruce Lee. 

## Parcours martial
Gary Dill a commencé à s'entraîner aux arts martiaux en décembre 1963, à l'âge de 17 ans, en se concentrant sur les aspects en lien avec la légitime défense. Il commence sa pratique par le karaté et le jujitsu . 
En 1964, il s'est tourné vers le karaté Goju sous Hanshi Lou Angel, dans lequel il a pris part au combat à mains nues. En octobre 1965, Hanshi Lou Angel a fait de Gary Dill l'un de ses instructeurs de karaté jusqu'en 1971, date à laquelle James Lee a accepté et commencé à entraîner Gary Dill dans son garage d'Oakland. 
Le 7 décembre 1972, James Lee a écrit une lettre personnelle à Dill lui donnant la permission d'entraîner en JKD et Wing Chun avec quelques étudiants choisis de manière non formelle et non commerciale. 
Au cours de ce même mois, James Lee a également présenté à Dill un programme de formation au JKD d’une durée de deux ans, ainsi qu’une douzaine de «manuels de l’étudiant JKD». Ainsi, Dill a commencé à enseigner le JKD en janvier 1973. 

## Contexte de la fonction publique
Dill a passé la majeure partie de sa vie adulte dans l'armée ou dans la police. Il a servi avec le US Marine Corps (1965-1967) et la US Navy (1968-1972), et est un vétéran du Vietnam. En ce qui concerne l'application de la loi, il était agent spécial du service d'enquête de la marine (NIS) à l'Office of Naval Intelligence (ONI); Agent auprès du Bureau d'enquête de l'État d'Oklahoma (OSBI); et chef de la police de deux villes de l'Oklahoma. Il était également le principal instructeur en tactiques de défense de la police à Oklahoma; était coordonnateur de la formation, instructeur en armes à feu et en tactique défensive pendant qu'il était agent fédéral. 

## Fondation et but de la Jeet Kune Do Association
La JKDA a été créée en 1991 dans le but de préserver  le JKD original; de fournir un format de formation structuré et organisé en JKD et de mettre en place un programme de certification professionnelle et de développement d'instructeurs. 

## Self-Defense Systems, International Combat Martial Arts Federation (SDS))
Le Gary Dill’s Self-Defense Systems et l'International Combat Martial Arts Federation (SDS) organisent des séminaires dans le monde entier. 
Les séances d'entraînement consistent en une formation spécialisée dans plusieurs systèmes d'arts martiaux, dont le Jeet Kune Do, le Kempo, le Jujitsu et l'Aiki-Jitsu. Elles sont dirigées par Gary Dill depuis plus de 17 ans. 
Les étudiants avancés ont passé des examens oraux et ont testé leur technique physique pour progresser dans leur rang d’artistes martiaux. Les étudiants sont notés par un groupe d'instructeurs de haut niveau, un peu comme les examens de jury d'un programme universitaire. Comme pour les cours dans le cursus classique, à la fin de chaque cours, il y a un examen final que l'étudiant doit réussir pour pouvoir progresser. 

## Sources
1. Biographie récupérée le 26 février 2016 .
2. Biographie d'arts martiaux, US Dojo
3. Nouvelles de l’Association mondiale de Hapkido, juin 2006, par Maître Frank Ehnle
4. Le professeur de la JKD interview de Gary Dill par Paul Bax
5. Black Belt Magazine novembre 1997, p. 73
6. Le camp d'arts martiaux met l'accent sur l'éducation complète, Tahlequah Daily Press Publié le 15 juin 2007